# Doldinger in New York: Street of Dreams
Doldinger in New York: Streets of Dreams ist ein Jazz-Album von Klaus Doldinger, das im Jahr 1994 aufgenommen und veröffentlicht wurde.

## Hintergrund
Klaus Doldinger, seit 1970 einer der führenden europäischen Fusion-Musiker, spielt auf diesem Album wieder Jazz. Unterstützt wird Doldinger, der auf dem Tenor- und Sopransaxophon zu hören ist, dabei vom Pianisten Tommy Flanagan, dem Bassisten Charnett Moffett und dem Schlagzeuger Victor Lewis. Auch der Vibraphonist Roy Ayers und der Perkussionist Don Alias spielen auf einigen Stücken mit.
Die Stücke auf dem Album sind eine Mischung aus Doldingers eigenen Kompositionen, wie „Cocomotion“ und „Yellow Cab“ sowie Jazzstandards wie „I Got It Bad“, „Skylark“, „Well, You Needn’t“ und „Speak Low“.

## Rezeption
Das Album erhielt 1995 den Vierteljahrespreis der Schallplattenkritik und wurde für den Deutschen Schallplattenpreis nominiert.
Nancy Ann Lee schrieb bei Jazztimes: „Durch die zufriedenstellende Mainstream-Mischung von Melodien und Tempi, variierenden Einstellungen und rundherum leidenschaftlicher Musikalität, ist Doldinger in New York: Street of Dreams ein glänzendes Album, eine erbauliche Session, die zum wiederholten Hören einlädt.“
Scott Yanow beurteilt in seiner Besprechung für AllMusic das mittlerweile angeblich nur schwer erhältliche Album als „exzellent.“

## Titelliste
1. Yellow Cab (Doldinger) – 6:48
2. Cross Talk (Doldinger) – 3:50
3. I Got It Bad (And That Ain't Good) (Ellington, Paul Francis Webster) – 6:27
4. Street of Dreams (Lewis, Victor Young) – 4:53
5. Nighttime in the City (Doldinger) – 4:43
6. Skylark (Carmichael, Mercer) – 6:17
7. Alone Together (Dietz, Schwartz) – 5:49
8. Well, You Needn’t (Monk) – 5:20
9. Missing You (Doldinger) – 6:03
10. Speak Low (Nash, Weill) – 5:20
11. All Blues (Davis) – 3:35
12. Cocomotion (Doldinger) – 5:17